# Anales de Clonmacnoise
Los Anales de Clonmacnoise son una traducción del siglo XVII en inglés moderno temprano procedente de una crónica irlandesa hoy perdida. Los anales cubren acontecimientos históricos desde la prehistoria hasta el año 1408. La obra también se conoce como el Libro de Mageoghagan, en referencia al traductor Connall Mag Eochagáin de Lismoyny que dedicó el trabajo a su cuñado Toirdhealbhach Mac Cochláin en 1627. Existen diversas copias depositadas en la biblioteca del Trinity College de Dublín y el British Museum. 
El original perdido estaba escrito en gaélico irlandés pues Mag Eochagáin hizo múltiples referencias al viejo libro irlandés que estaba traduciendo, al margen de la desaparición de algunas páginas perdidas o robadas. Parece que Mag Eochagáin hizo lo posible por conservar la fraseología original gaélica.
Los Anales de Clonmacnoise toman su nombre de los manuscritos encontrados en el monasterio emplazado en Clonmacnoise. Los autores son anónimos y aunque hay dudas de que fuesen los mismos monjes del monasterio los compiladores, si cubren la historia de un territorio que abarca ambos flancos del río Shannon y familias que habitaban la región de Uí Maine: O'Kellys, O'Rourkes, O'Molloys, O'Connors y McDermotts. El valor de los anales es precisamente los detalles sobre los distritos y familias que no se encuentran en ninguna otra crónica contemporánea.

## Contenido y ediciones
Han desaparecido detalles completos de los años 1182 a 1199 y de 1290 a 1299. Al margen de la posible destrucción por incursiones vikingas, también hubo sastres culpables de utilizar sus páginas para crear patrones de medidas.
La primera edición de los anales se publicó en 1896 y una segunda edición reapareció en 1993. Los historiadores están reclamando una versión actualizada pues la traducción original es inadecuada para los métodos de estudio actuales.